# The Hunting of the Hawk
The Hunting of the Hawk er en amerikansk stumfilm fra 1917 af George Fitzmaurice.

## Medvirkende
- William Courtenay som Desselway
- Marguerite Snow som Diana Curran
- Robert Clugston som Wrenshaw